# Demitrius Omphroy
Demitrius Irving Tolentino Omphroy (* 30. Mai 1989 in Alameda, Kalifornien, USA) ist ein ehemaliger panamaisch-philippinischer Fußballspieler auf der Position eines Stürmers, Abwehr- und Mittelfeldspielers. Der Sohn eines Deutsch-Panamaers und einer Filipina verbrachte seine Jugend- und Erwachsenenkarriere in den Vereinigten Staaten, Portugal, Kanada und den Philippinen und spielte auf internationaler Ebene für diverse US-amerikanische Nachwuchsnationalmannschaften, sowie für die U-21-Nationalelf Panamas und die A-Nationalmannschaft der Philippinen.
Im Alter von 23 Jahren beendete er, nachdem bereits zwei Jahre zuvor bei ihm Multiple Sklerose diagnostiziert wurde, seine aktive Karriere als Fußballspieler und arbeitete fortan, vielmehr hobbymäßig, als Fotograf und Filmemacher, sowie als Sänger und Motivationsredner.

## Vereinskarriere

### Kindheit, Jugend und Karrierebeginn in den USA
Demitrius Omphroy wurde am 30. Mai 1989 als Sohn des deutschstämmigen Panamaers Ric Omphroy, sein Vater war Panamaer und seine Mutter Deutsche, und der Filipina Beverly Tolentino in der kalifornischen Küstenstadt Alameda geboren. Wie auch seine Eltern wuchs Omphroy, zusammen mit dem rund drei Jahre älteren Bruder und der rund zwei Jahre älteren Schwester, in den Vereinigten Staaten auf und absolvierte seine Schulausbildung unter anderem an der Venture School in San Ramon, einige Kilometer weiter im Landesinneren. 2004 war er unter anderem Teil des adidas All-Star-Teams, das alljährlich von der United States Youth Soccer Association gewählt wird. Noch im Nachwuchsalter kam er im Jahre 2005 in die Nachwuchsabteilung des portugiesischen Topklubs Sporting Lissabon, der es bis einschließlich 2007 angehörte.
Bereits während seiner Zeit an der portugiesischen Fußballakademie wurden beim jungen Nachwuchstalent zunächst Sehstörungen sowie ein Taubheitsgefühl im Fuß, gefolgt von akuten Nackenschmerzen festgestellt, was einen zuvor in Aussicht gestellten Profivertrag beim Erstligisten zunichtemachte. Stattdessen wurde er wieder zurück in seine Heimat geschickt, wo er unter ärztliche Behandlung gestellt werden sollte. Noch im gleichen Jahr begann der bereits mehrfach in diversen US-Nachwuchsnationalteams eingesetzte Omphroy schließlich ein Studium an der University of California, Berkeley und trat für die dortige Sportabteilung, die California Golden Bears, in der Herrenfußballmannschaft in Erscheinung.

### Schwacher Beginn an der University of California, Berkeley
Dabei musste er jedoch auf ein schwaches Freshman-Jahr zurückblicken, als er bei insgesamt 13 Einsätzen kein einziges Mal von Beginn an spielte und es bis zum Ende des Spieljahres lediglich auf zwei Assists, wenn auch bei zwei spielentscheidenden Toren, brachte. Mit dem seit 1906 bestehenden Herrenfußballteam, das noch nie eine nationale Meisterschaft gewann, konnte er die Pacific-12 Conference nach 1996 und 2006 als Erster beenden. In der anschließenden NCAA Division I Men’s Soccer Championship des Jahres 2007 schaffte er es mit der Mannschaft in der dritten Gruppe bis in die zweite Runde und schied dort knapp gegen das Team der Virginia Tech vom laufenden Turnier aus. Im nachfolgenden Spieljahr 2008 erzielte Demitrius Omphroy in einer Partie gegen die UCLA Bruins seinen ersten Treffer für die Universitätsfußballmannschaft, indem er einen direkten Freistoß verwandelte.
Bis zum Ende des Jahres brachte es der ab dieser Zeit abwechselnd als Stürmer und Mittelfeldspieler eingesetzte Omphroy auf 19 von 21 möglich gewesenen Spieleinsätzen, wobei er lediglich in einer einzigen Begegnung von Beginn an am Rasen stand und auf eine Bilanz von drei Treffern und einer Torvorlage kam. Mit der Wahl in die Pac-10-All-Academic-Honorable-Mention-Selection verzeichnete er erstmals auch einen individuellen Erfolg. In der spielfreien Zeit an der Universität nahm er parallel dazu auch noch am Spielbetrieb der United Soccer Leagues, dabei vor allem der USL Premier Development League, im Team der San Francisco Seals teil. Hierbei kam er in zehn Meisterschaftspartien zum Einsatz, wobei er selbst torlos blieb, aber eine Torvorlage beisteuerte.
Unter dem ehemaligen US-amerikanischen Internationalen Kevin Grimes avancierte er schließlich ab 2009 langsam aber sicher zu einer Stammkraft rund um das Team, das zu diesem Zeitpunkt beinahe ausschließlich aus späteren Profis bestand. In diesem Jahr startete er in 14 seiner insgesamt 18 Meisterschaftseinsätze, erzielte ein Tor und bereitete weitere drei für seine Teamkollegen vor. Am Ende des Spieljahres reichte es ein weiteres Mal für die Wahl in die Pac-10-All-Academic-Honorable-Mention-Selection. Auch 2009 kam in der spielfreien Zeit für eine Vereinsmannschaft zum Einsatz; für die Bay Area Ambassadors in der National Premier Soccer League brachte er es auf 12 torlose Meisterschaftsspiele. Seine beste Saisonleistung hatte Omphroy in seinem Senior-Jahr, als er in allen 20 seiner Ligaeinsätze von Beginn an spielte, dabei selbst torlos blieb, jedoch sechs Assists beisteuerte. Erst im Februar des gleichen Jahres hatte er nach einer Magnetresonanztomographie, aufgrund von Taubheitsgefühlen in den Füßen und Nackenschmerzen, die Diagnose Multiple Sklerose erhalten. In diesem Jahr wurde er auch erstmals in die U-21 Panamas einberufen, für die er an einem Trainingscamp teilnahm.
Mit der Mannschaft nahm er daraufhin unter Julio César Dely Valdés an den Qualifikationsspielen zu den Zentralamerika- und Karibikspielen 2010 teil. Zum Saisonende wurden gleich neun Golden-Bears-Spieler in Pac-10-All-Academic-Teams gewählt; während Hector Jiménez, Davis Paul und Tony Salciccia ins Pac-10-Second Team gewählt wurden, standen mit Steve Birnbaum, Servando Carrasco, John Fitzpatrick, Ted Jones, A. J. Soares und Demitrius Omphroy gleich sechs Spieler in der Pac-10-All-Academic-Honorable-Mention-Selection der Conference. In der NCAA Division I Men’s Soccer Championship 2010 kam Omphroy nach der regulären Spielzeit mit der Mannschaft bis in die Regional Finals der Gruppe 3, wo das Team erst in der Verlängerung gegen den späteren Meister, die University of Akron, vom laufenden Turnier ausschied. Einen Tag nach dem Gewinn der Pac-10-Championship waren Trainer Grimes und Omphroy zu Gast in der Sporttalkshow Chronicle Live beim Sender Comcast SportsNet Bay Area.

### Wechsel zum Toronto FC
Anfang Dezember 2010 wurden gleich fünf Spieler der California Golden Bears zur anstehenden MLS Combine eingeladen, darunter neben Omphroy, der in seinen vier Jahren an der Universität als der vielseitig einsetzbare Spieler galt, auch die bereits erwähnten Carrasco, Jiménez, Paul und Soares. Etwa einen Monat später wurde im Januar 2011 bekanntgegeben, dass ebendiese fünf Spieler auch in den MLS SuperDraft 2011 aufgenommen wurden. In der zweiten Runde wurde der 1,78 m große Allrounder als 26. Pick zum MLS-Franchise Toronto FC gedraftet und am 16. März 2011 offiziell unter Vertrag genommen. Zu diesem Zeitpunkt wusste noch niemand im Klub von den Vorerkrankungen des als Verteidiger gelisteten und auch aus diesem Grund aufgenommenen Spielers. Erstmals auf der Ersatzbank des Profiklubs saß er am 25. Juni 2011, damals noch uneingesetzt, gegen Real Salt Lake. Nur vier Tage später kam er bei einem 1:0-Heimsieg gegen die Vancouver Whitecaps zu einem knapp einminütigen Kurzeinsatz, als er ab der 89. Spielminute für den gerade erst zum ecuadorianischen Nationalspieler gewordenen João Plata auf den Rasen kam.
Danach saß er bis zum Ende des Spieljahres 2011 noch in drei weiteren Partien (10. Juli, 27. August und 1. Oktober) ohne Einsatz auf der Ersatzbank. Außerdem gewann er mit der Mannschaft in diesem Jahr die Canadian Championship, das Fußballturnier zur Ermittlung des kanadischen CONCACAF-Champions-League-Teilnehmers, wobei er selbst jedoch in keiner der vier Begegnungen eingesetzt wurde. Auch bei einem Spiel der CONCACAF Champions League 2011/12 gegen die UNAM Pumas saß er Ende September 2011 als Ersatzspieler auf der Bank. Zu anfangs noch als Rechtsverteidiger im Einsatz wurde Demitrius Omphroy im Laufe der Zeit von Cheftrainer Aron Winter als Stürmer eingesetzt. Am 23. November 2011 gab das Franchise den vorzeitigen Abgang des vielseitig einsetzbaren multikulturellen Fußballspielers bekannt.

### Karriereende nach kurzer Zeit auf den Philippinen
Nachdem er seine Karriere als Fußballspieler in den nachfolgenden Monaten ruhen ließ, unterzeichnete er im September 2012 einen Vertrag für eine Saison beim philippinischen Erstligisten Global FC. Noch kurz davor wurde Omphroy, nachdem er zuvor bereits in diversen Nationalauswahlen seines Geburtslandes und der U-21-Nationalmannschaft aus dem Heimatland seines Vaters im Einsatz war, im August 2012 erstmals in die A-Nationalmannschaft des Heimatlandes seiner Mutter einberufen und in einem freundschaftlichen Testspiel gegen den USL-PDL-Klub Chicago Inferno eingesetzt. Sein offizielles Pflichtspieldebüt auf den Philippinen gab der 1,78 m große Allrounder bei einem 4:0-Sieg über den Zweitligisten Philippine Navy FC im United Football League Cup 2012. Nachdem er mit dem Team als Gruppensieger der Gruppe A weiter in die K.-o.-Runde vordrang, erzielte er im Viertelfinale gegen den Kaya FC-Iloilo die 1:0-Führung zum späteren 2:1-Endstand. Im Anschluss schaffte es das Team nach einem abermals knappen 2:1-Sieg gegen den Loyola Meralco Sparks bis ins Finale, wo die Mannschaft dem Stallion FC mit 1:2 unterlag. Nachdem er es zu keinem einzigen Ligaeinsatz für das Team gebracht hatte, beendete er noch vorzeitig seinen Vertrag und kehrte noch Ende des Jahres wieder in die Vereinigten Staaten zurück.

### Leben nach der aktiven Fußballerkarriere
Noch 2012 war er im Musikvideo zu Justin Biebers Boyfriend zu sehen. Bereits während seiner Zeit beim Toronto FC nahm er an einem Vorsprechen für eine Rolle in der Fernsehserie Degrassi teil, wurde jedoch nicht genommen. Nach seinem offiziellen Karriereende als Profifußballspieler im Jahre 2012 arbeitete er fortan, vermehrt hobbymäßig, als Fotograf und Filmschaffender. Als Fotograf folgte er in die Fußstapfen seines Vaters Ric, der ebenfalls in diesem Beruf arbeitet. Daneben versuchte sich Demitrius Omphroy auch als Sänger, unter anderem mit seiner ersten Single Speak It, und tritt regelmäßig als Motivationsredner in Erscheinung.

## Nationalmannschaftskarriere
Nachdem er bereits für die US-amerikanischen U-15- und U-16-Nationalauswahlen zum Einsatz gekommen war, stand er 2005 auch erstmals im Aufgebot der U-18-Nationalmannschaft der Vereinigten Staaten, für die er in weiterer Folge in drei Länderspielen zum Einsatz kam und einen Treffer erzielte. Im Jahr seiner Multiple-Sklerose-Diagnose wurde er erstmals in die panamaische U-21-Nationalmannschaft einberufen, für die er an einem Trainingscamp teilnahm. Mit der Mannschaft nahm er daraufhin unter Julio César Dely Valdés an den Qualifikationsspielen zu den Zentralamerika- und Karibikspielen 2010 teil. Dabei wurde er in diesem Jahr in drei verschiedenen Länderspielen eingesetzt, in denen er jedoch torlos blieb. Im August 2012 wurde Omphroy erstmals in die philippinische A-Nationalmannschaft einberufen und in einem freundschaftlichen Testspiel gegen den USL-PDL-Klub Chicago Inferno eingesetzt.
Sein erstes offizielles Länderspiel absolvierte er am 25. September 2011 bei einem 1:0-Sieg über Guam, als er von Beginn an spielte und ab der 84. Minute durch Marvin Angeles ersetzt wurde. Bereits davor saß er in einem offiziellen Spiel gegen die Amerikanischen Jungferninseln uneingesetzt auf der Ersatzbank. Noch im gleichen Monat folgten zwei weitere Länderspiele gegen Macau (5:0) und Taiwan (3:1), gefolgt von einer 1:2-Niederlage gegen Kuwait am 16. Oktober 2011. Nachdem er am 15. November 2011 noch ein freundschaftliches Länderspiel gegen Singapur (1:0) bestritten hatte, war er im Dezember 2011 Teil des 22-Mann-Aufgebots, das unter Michael Weiß an der ASEAN-Fußballmeisterschaft 2012 teilnahm. Dort hatte er im Gruppenspiel gegen Myanmar einen wenige Sekunden dauernden Kurzeinsatz, als er in Minute 95 für James Younghusband eingewechselt wurde. Zudem wurde er, nach einem 0:0-Remis im Hinspiel, im Semifinalrückspiel gegen den späteren Südostasienmeister Singapur einen weiteren Einsatz, als er ab der 61. Spielminute erneut für James Younghusband auf den Rasen kam. Dies war zugleich auch sein letzter offizieller Länderspieleinsatz vor dem Ende seiner aktiven Fußballerkarriere einige Tage später.

## Wichtigste Erfolge
mit den California Golden Bears
- 2× Meister der Pacific-12 Conference: 2007 und 2010

mit dem Toronto FC
- 1× Sieger der Canadian Championship: 2011 (ohne Einsatz)

mit dem Global FC
- 1× Finalist des United Football League Cup: 2012

individuelle Erfolge
- 3× Teil der Pac-10-All-Academic-Honorable-Mention-Selection: 2008, 2009 und 2010 (bei den California Golden Bears)